# Ноче (Маса-Карара)
Ноче је насеље у Италији у округу Маса-Карара, региону Тоскана.
Према процени из 2011. у насељу је живело 72 становника. Насеље се налази на надморској висини од 629 м.